# Glanshaver-orde
De glanshaver-orde (Arrhenatheretalia) is een orde uit de klasse van matig voedselrijke graslanden (Molinio-Arrhenatheretea).

## Naamgeving en codering
- Natura2000-habitattypecode (EU-code): H6510A
- Syntaxoncode voor Nederland (rVvN): r16B
- BWK-karteringscode: hu

De wetenschappelijke naam Arrhenatheretalia is afgeleid van de botanische naam van de kensoort gewone glanshaver (Arrhenatherum elatius).

## Onderliggende syntaxa in Nederland en Vlaanderen
De glanshaver-orde wordt in Nederland en Vlaanderen vertegenwoordigd door drie verbonden.
- - verbond van grote vossenstaart (Alopecurion pratensis)
    - kievitsbloem-associatie (Fritillario-Alopecuretum)
    - associatie van grote pimpernel en weidekervel (Sanguisorbo-Silaetum)

  - glanshaver-verbond (Arrhenatherion elatioris)
    - glanshaver-associatie (Arrhenatheretum elatioris)

  - kamgras-verbond (Cynosurion cristati)
    - kamgrasweide (Lolio-Cynosuretum)
    - associatie van ruige weegbree en aarddistel (Galio-Trifolietum)

## Diagnostische taxa
In de onderstaande synoptische tabel staan de belangrijkste diagnostische taxa voor de glanshaver-orde.
Kruidlaag
| Diagnostiek       | Triviale naam | Botanische naam       | Opmerking |
| ----------------- | ------------- | --------------------- | --------- |
| begeleidende taxa | fluitenkruid  | Anthriscus sylvestris |           |
| begeleidende taxa | kleine klaver | Trifolium dubium      |           |

## Fotogalerij

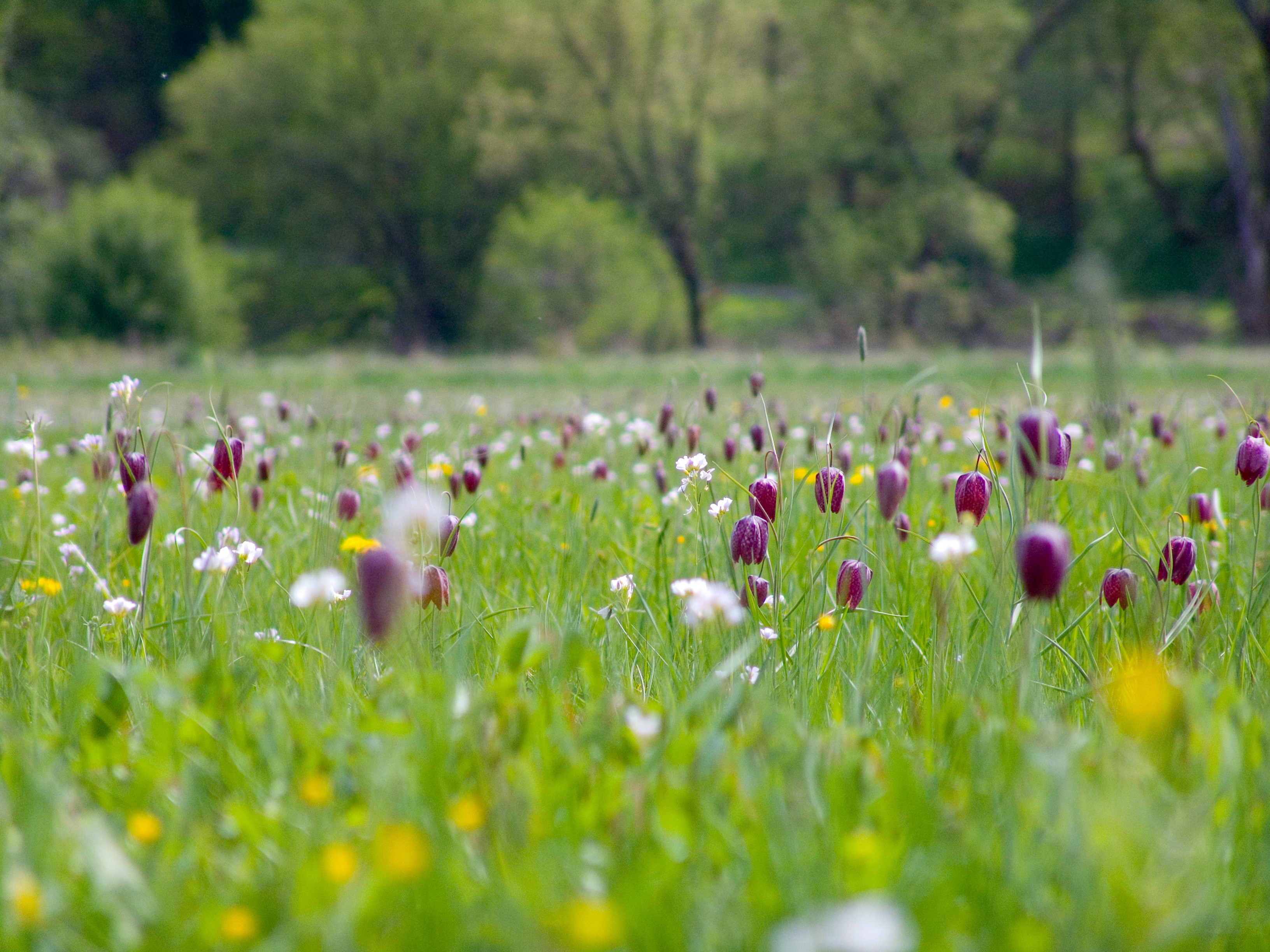
Voorjaarsaspect van de kievitsbloem-associatie
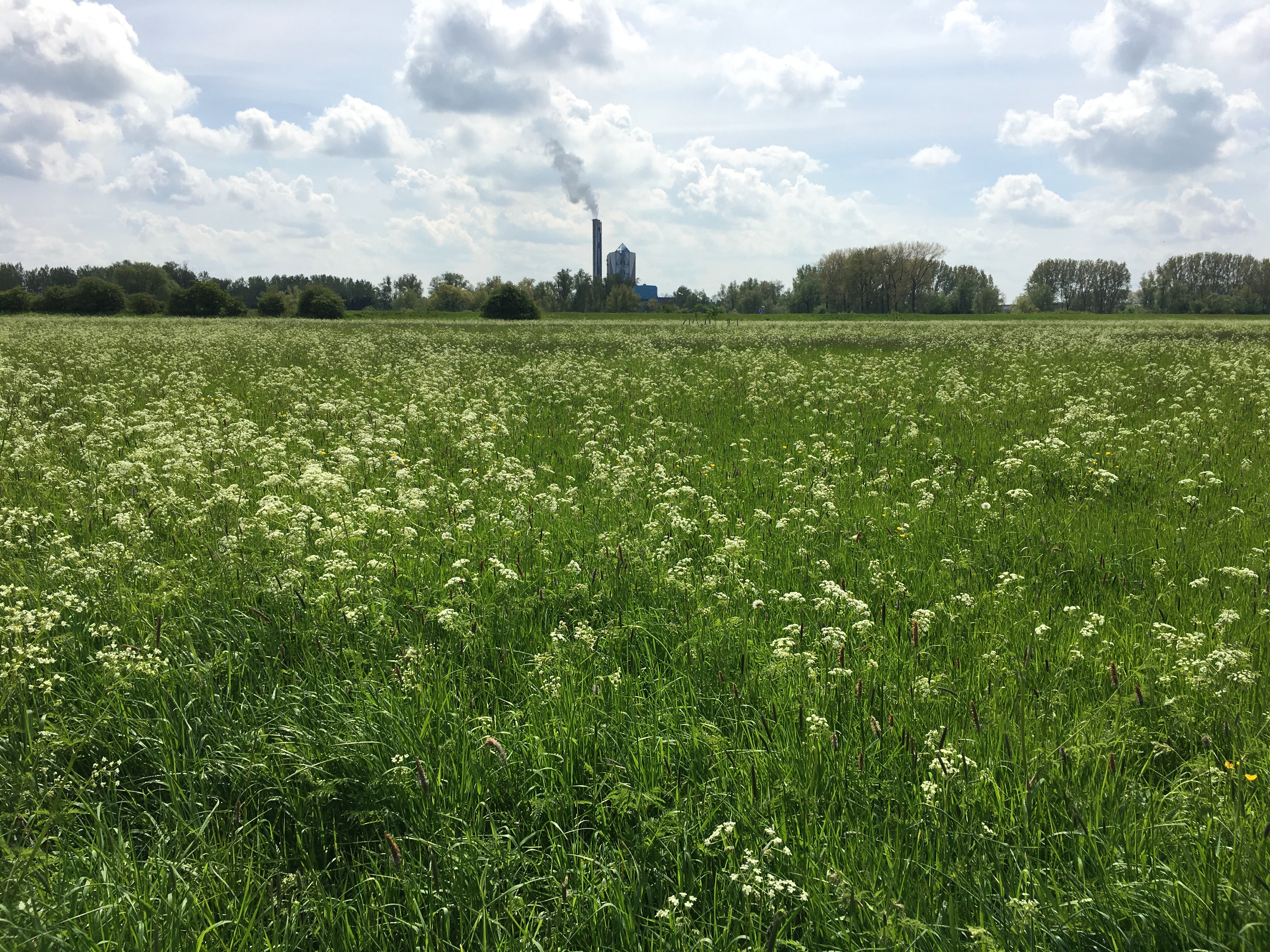
Rompgemeenschap met fluitenkruid
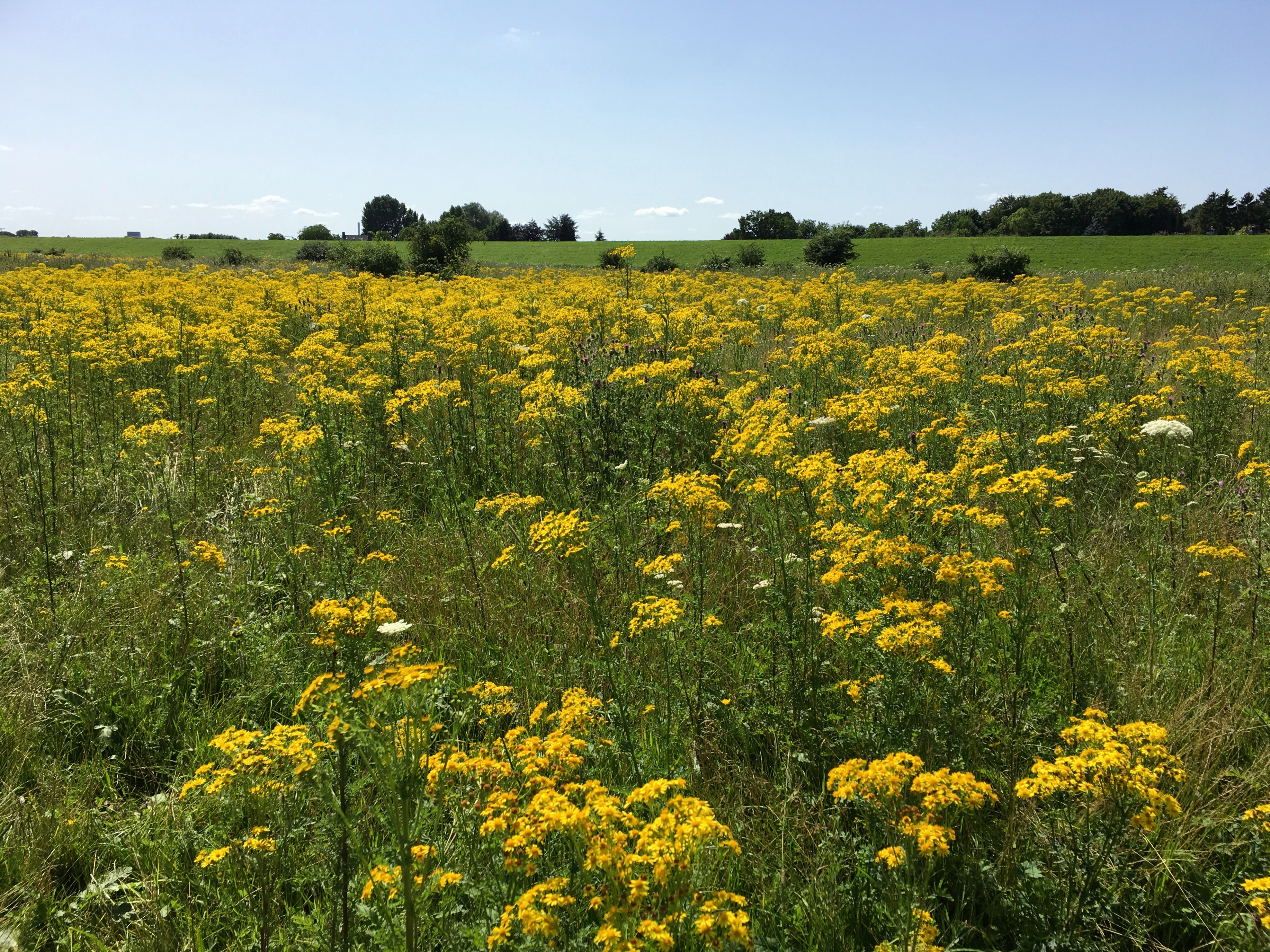
Rompgemeenschap met jakobskruiskruid
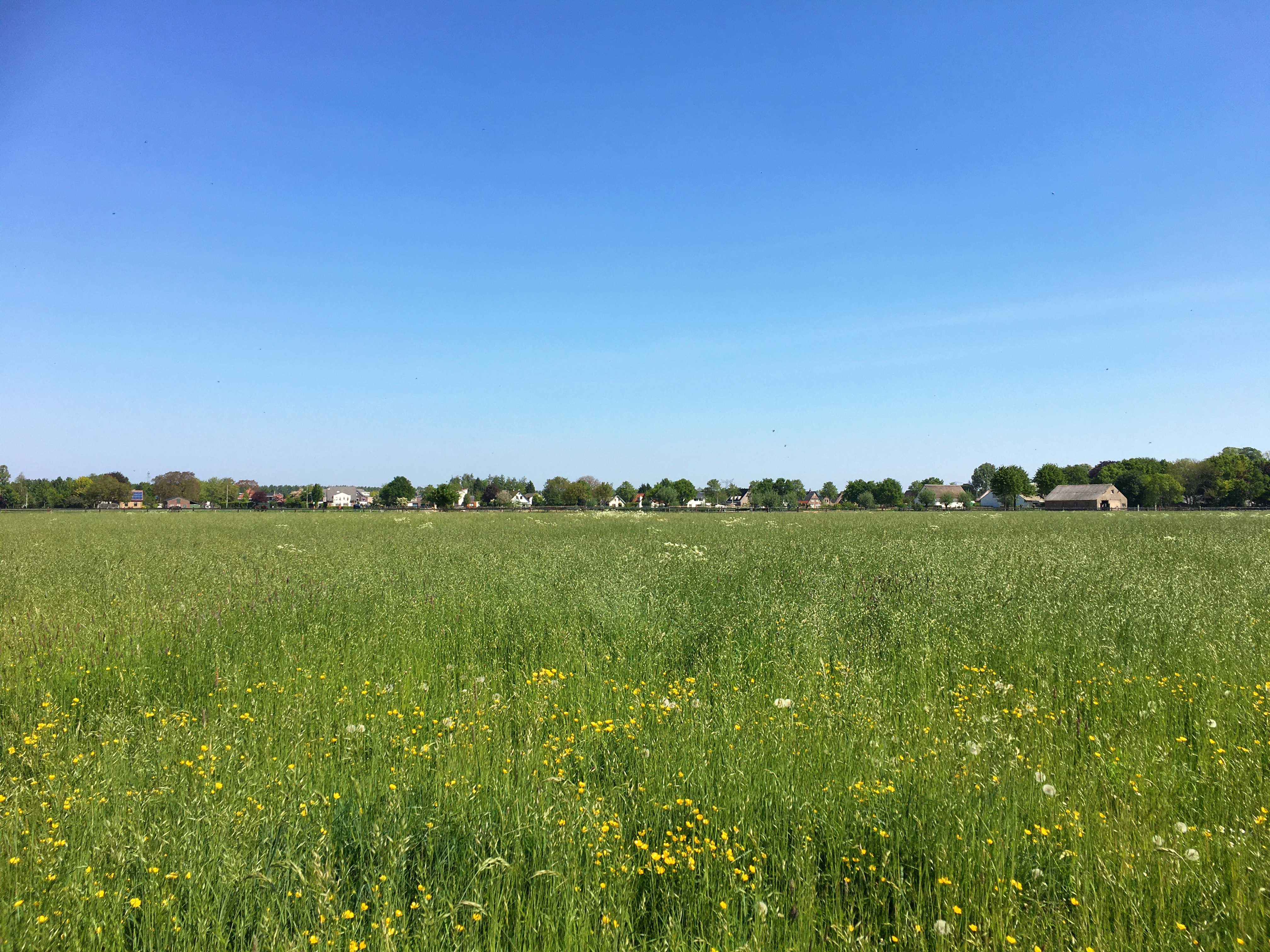
Rompgemeenschap met zachte dravik
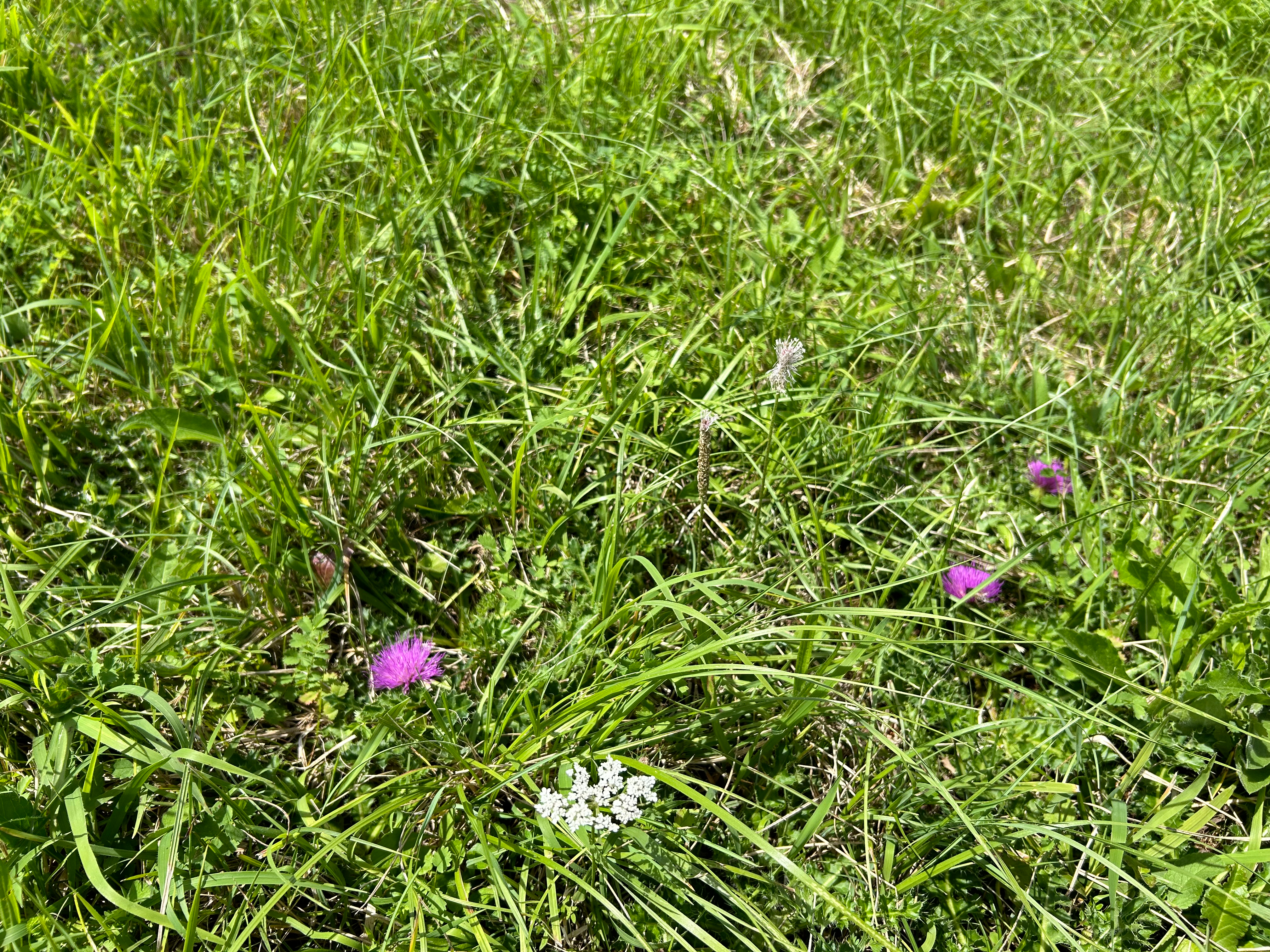
De associatie van ruige weegbree en aarddistel
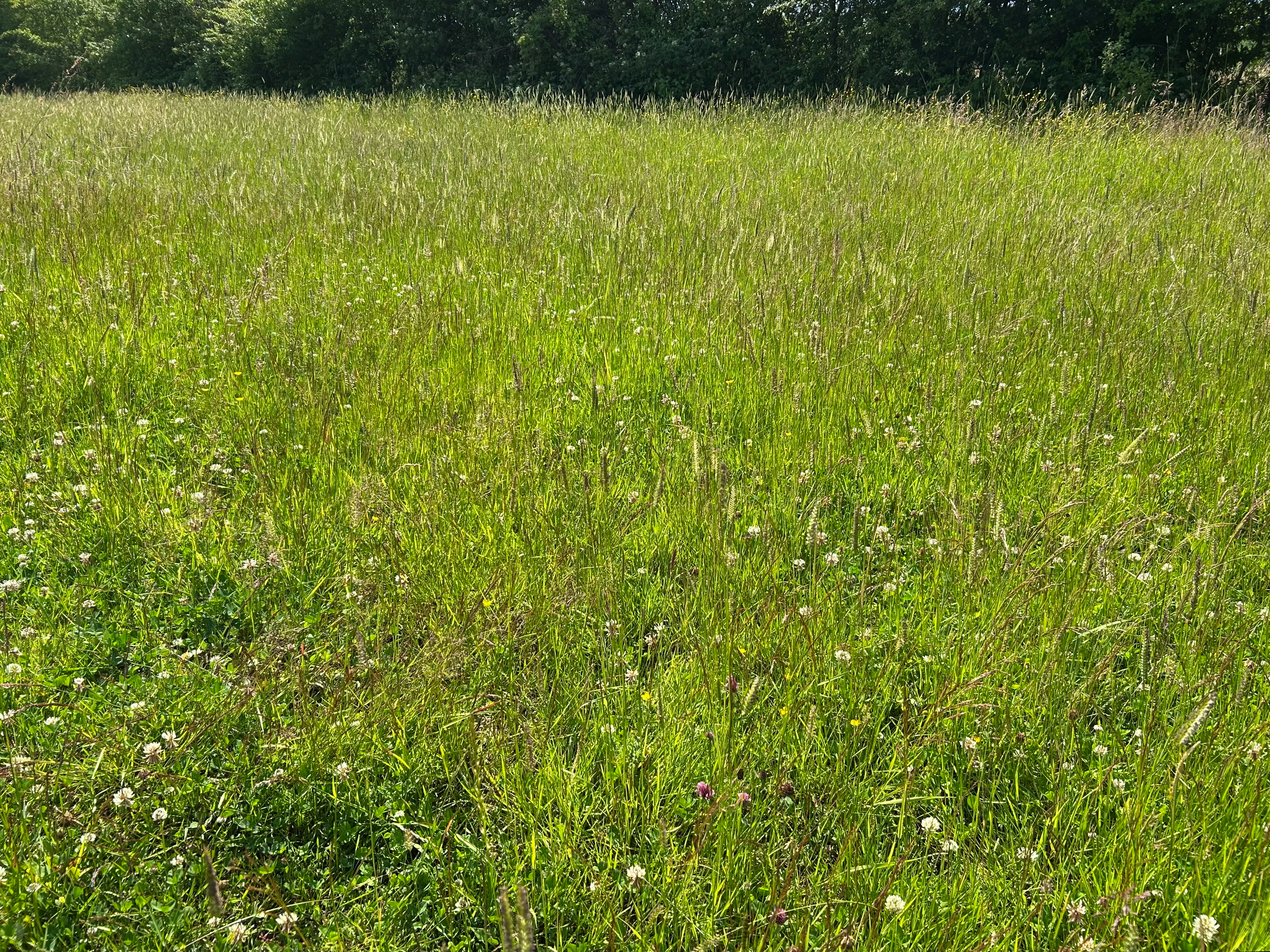
De kamgrasweide